# علم الكونيات في عصر الحضارة الإسلامية
علم الكونيات الإسلامي هو علم الكون في المجتمعات الإسلامية. وهي مستمدة بشكل أساسي من القرآن والحديث النبوي والسنة والمصادر الإسلامية الحالية بالإضافة إلى المصادر الأخرى قبل الإسلام. يذكر القرآن نفسه سبع سماوات.

## المبادئ الميتافيزيقية

### مثنوية
في الفكر الإسلامي، يشمل الكون كلاً من الكون غير المرئي (عالم الغيب) والكون المرئي (عالم الشهود). ومع ذلك، كلاهما ينتميان إلى الكون المخلوق. المثنوية الإسلامية لا تتكون بين الروح والمادة، ولكن بين الخالق (الله) والخلق. وهو يتضمن بما في ذلك كل من المرئي وغير المرئي.

## علم الكونيات الصوفي
علم الكونيات الصوفي هو مصطلح عام للمذاهب الكونية المرتبطة بتصوف الصوفية. قد تختلف هذه من مكان إلى مكان، ومن أجل ترتيبها ومن وقت لآخر، ولكنها تظهر بشكل عام تأثير العديد من علم أوصاف الكون المختلفة:
- وصية القرآن في شأن الله والكائنات غير المادية، والنفس والآخرة،[9] وبداية الأشياء ونهايتها، والسماوات السبع، إلخ.[10]
- وجهات النظر الأفلاطونية الحديثة التي اهتم بها الفلاسفة الإسلاميون مثل ابن سينا ومحيي الدين بن عربي.[11][12][13]
- عالم مركزية الأرض الكروية الهرمسية-البطلمية.
- الكون الرؤيوي للإشراقية كما شرحها السهروردي المقتول.[14][15]